# Thaumatoconcha sandersi
Thaumatoconcha sandersi är en kräftdjursart som beskrevs av Kornicker och Sohn 1976. Thaumatoconcha sandersi ingår i släktet Thaumatoconcha och familjen Thaumatocyprididae. Inga underarter finns listade i Catalogue of Life.